# Breitkopfkänguru

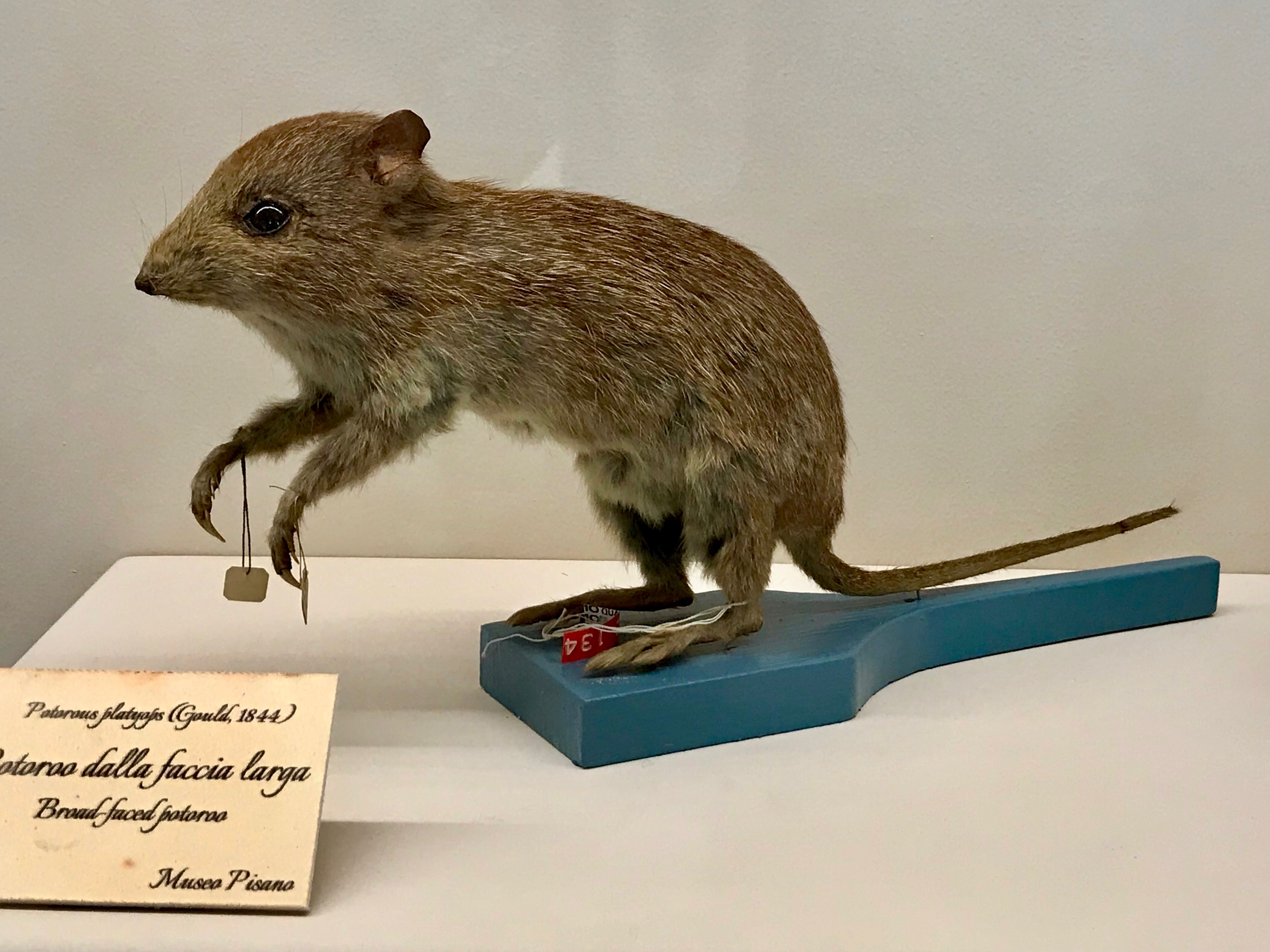
Museumsexemplar im Naturkundemuseum Pisa

Das Breitkopfkänguru (Potorous platyops) ist ein ausgestorbener Beutelsäuger aus der Gattung der Kaninchenkängurus (Potorous) innerhalb der Familie der Rattenkängurus.

## Merkmale
Das Breitkopfkänguru erreichte eine Kopf-Rumpf-Länge von 305 mm, eine Schwanzlänge von 178 mm, eine Hinterfußlänge von 54 mm und ein Gewicht von ungefähr 800 g. Die Oberseite war graubraun und erschien durch die strohfarbenen Haarspitzen gestreift. Die Flanken waren grau, die Unterseite, einschließlich der Füße, war hellgrau. Der Kopf war breit, die Schnauze war ziemlich kurz.

## Vorkommen
Lebend war das Breitkopfkänguru nur vom südwestlichen Western Australia bekannt. Subfossile Funde deuten darauf hin, dass es ursprünglich vom südlichen Rand der Nullarbor-Wüste in Western Australia über Kangaroo Island in South Australia bis zum Unterlauf des Murray River verbreitet war.

## Lebensraum und Lebensweise
Das Breitkopfkänguru bewohnte hohe Wälder. Über seine Lebensweise ist nichts bekannt.

## Status
Der Holotypus des Breitkopfkängurus wurde 1842 von John Gilbert in der Umgebung von Goomalling und dem King George Sound in Western Australia erlegt und 1844 von John Gould beschrieben. In den 1860er-Jahren sammelte der Naturforscher George Masters fünf weitere Exemplare zwischen dem King George Sound und dem Pallinup River. Die fünf letzten bekannten Exemplare wurden zwischen 1874 und 1875 gesammelt und an das National Museum in Victoria verkauft. Ein vermeintlich für ein Breitkopfkänguru gehaltenes Exemplar aus der Region vom Margaret River nahe Busselton, das der Londoner Zoo 1908 erwarb, stellte sich als falsch identifiziertes juveniles Quokka heraus. Eine 1977 vom Department of Fisheries and Wildlife durchgeführte Expedition zur Wiederentdeckung der Art blieb ergebnislos. Mögliche Aussterbeursachen waren die Nachstellung durch verwilderte Katzen sowie eingeschleppte Krankheiten.